# Ambrose Burnside
Ambrose Everett Burnside (23 tháng 3 năm 1824 – 13 tháng 9 năm 1881) là một giám đốc xe lửa, nhà sáng tạo, nhà kỹ nghệ và chính trị gia, thiếu tướng Lục quân Hoa Kỳ.
khách Hoa Kỳ. Ông cũng là tướng quân đội Liên bang miền Bắc trong thời Nội chiến Hoa Kỳ. Ông có hàm râu quai nón đặc biệt và sau này thuật ngữ tiếng Anh lấy tên của ông đặt ra từ sideburn dùng để chỉ hàm râu nối liền với tóc hai bên (tóc mai).